# Jacques Bordeneuve
Jacques Bordeneuve est un homme politique français, né le 28 août 1908 à Sainte-Livrade-sur-Lot (Lot-et-Garonne), et mort le 3 janvier 1981 à Neuilly-sur-Seine.

## Biographie

### Jeunesse et formation
Orphelin très jeune, Jacques Bordeneuve est élevé par son oncle. Il suit ses études au collège Georges-Leygues de Villeneuve-sur-Lot, puis aux facultés de droit de Paris et Toulouse.
Il s'inscrit comme avocat à la cour d’Appel d’Agen en 1937.

### Débuts en politique
Jacques Bordeneuve s’engage dans la Résistance et débute dès 1945 une carrière politique dans les rangs du parti radical-socialiste. 
Conseiller général de Lot-et-Garonne, dans le canton de Penne-d'Agenais dès septembre 1946, il est élu au Conseil de la République puis au Sénat de 1946 à 1967.
Très impliqué dans les questions touchant à l'éducation, il est, de 1951 à 1956, président de la commission de l'Éducation nationale du Conseil de la République.
Il est nommé secrétaire du Conseil de la République les 25 novembre 1948 et 11 janvier 1949,.

### Fonctions ministérielles
En 1956, il est nommé secrétaire d'État aux Arts et Lettres au sein du cabinet Mollet, fonction qui dépend alors du ministère de l'Éducation nationale. Maintenu à cette fonction jusqu'en novembre 1957, il s'illustre par la poursuite de la restauration du Château de Versailles, entamée par André Cornu, et par la création de l'ordre des arts et des lettres.
Jacques Bordeneuve devient ministre de l'Éducation nationale le 14 mai 1958 dans l'éphémère gouvernement Pflimlin. Les développements de la crise de mai 1958 entraîne la démission du gouvernement, qui cesse ses fonctions le 31 mai. 

### Retour au Sénat
Jacques Bordeneuve est élu sénateur le 28 avril 1959. Il siège au Sénat jusqu'en 1967, date à laquelle il est élu député Fédération de la gauche démocrate et socialiste. Il perd cependant son siège l'année suivante et se consacre au conseil général, dont il est le président depuis 1960, et ce jusqu'en 1976. Il ne retrouve le Sénat qu'en 1974. Il est vice-président de la commission des Affaires culturelles,.
Soutien de Chaban-Delmas lors de l'élection présidentielle de 1974, il perd le soutien des socialistes pour l'élection cantonale de 1976 et n'est pas réélu.

### Décès
Jacques Bordeneuve meurt en cours de mandat de sénateur le 3 janvier 1981 à l'hôpital américain de Neuilly, des suites d'une longue maladie.

## Fonctions gouvernementales
- Secrétaire d'État aux Arts et Lettres du gouvernement Guy Mollet (du 1er février 1956 au 13 juin 1957)
- Secrétaire d'État aux Arts et Lettres du gouvernement Maurice Bourgès-Maunoury (du 17 juin au 6 novembre 1957)
- Ministre de l’Éducation nationale du gouvernement Pierre Pflimlin (du 14 mai au 1er juin 1958)

## Distinctions
- Médaille de la Résistance française (31 mars 1947)[7]
- Commandeur de l'ordre des Palmes académiques